# Aleyrodes takahashii
Aleyrodes takahashii là một loài côn trùng cánh nửa trong họ Aleyrodidae, phân họ Aleyrodinae.
Aleyrodes takahashii được Ossiannilsson miêu tả khoa học đầu tiên năm 1966.